# Philip Larkin
Philip Arthur Larkin, född 9 augusti 1922 i Radford, Coventry, död 2 december 1985 i Hull, Humberside, var en brittisk poet, författare och jazzkritiker. 
Larkin studerade från 1930 till 1940 vid King Henry VIII School i Coventry och i oktober 1940 begav han sig till St John's College, Oxford för att studera engelsk litteratur. Under sin tid i Oxford träffade han Kingsley Amis, med vilken han utvecklade en livslång vänskap. 
Kort efter sin examen vid Oxford, fick Larkin tjänsten som stadsbibliotekarie i Wellington, Shropshire. 1946 blev han assisterande bibliotekarie vid University of Leicester och, 1950, underbibliotekarie vid Queen's University Belfast. Vid denna tid hade han givit ut två romaner och sin första diktsamling. I mars 1955 fick Larkin tjänsten som bibliotekarie vid University of Hull, en tjänst som han hade fram till sin död.

## Biografi

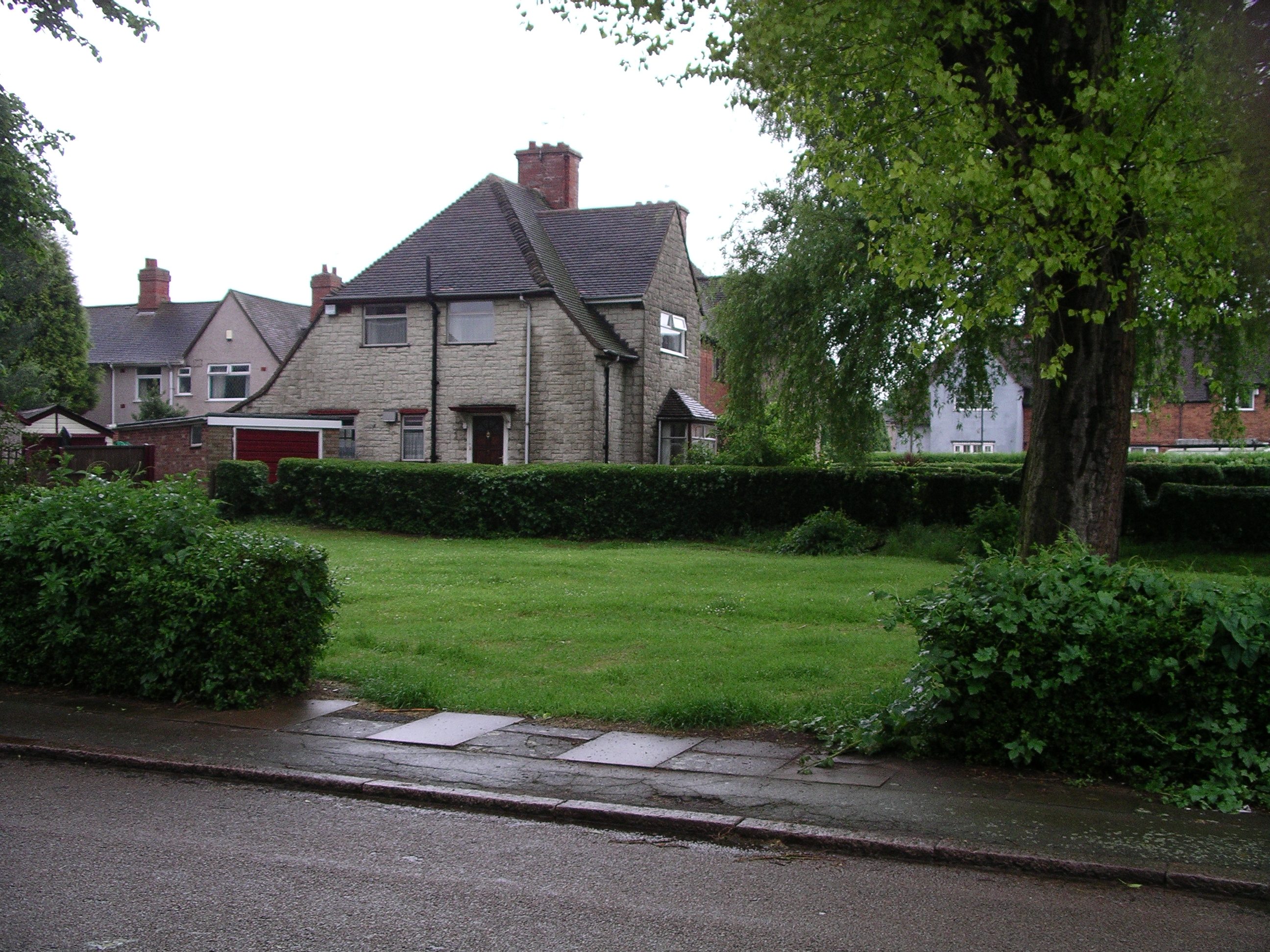
Larkins föräldrars före detta hus i Radford i Coventry (2008).

Philip Larkin föddes 9 augusti 1922 i Coventry som enda son och yngsta barnet till Sydney Larkin (1884–1948), som kom från Lichfield, och hans fru, Eva Emily Day (1886–1977) från Epping. 
Larkin började sina studier vid Oxford University i oktober 1940, ett år efter andra världskrigets utbrott. På grund av sin dåliga syn blev Larkin inte inskriven vid armén utan studerade i stället i tre år. Kingsley Amis, Larkin och andra av deras vänner vid universitetet bildade en grupp som de kallade "The Seven", där de möttes och diskuterade varandras lyrik och lyssnade på jazz. 
Hösten 1943 anställdes Larkin som bibliotekarie på biblioteket i Wellington, Shropshire. I juni 1946 anställdes han som assisterande bibliotekarie vid University College, Leicester. 

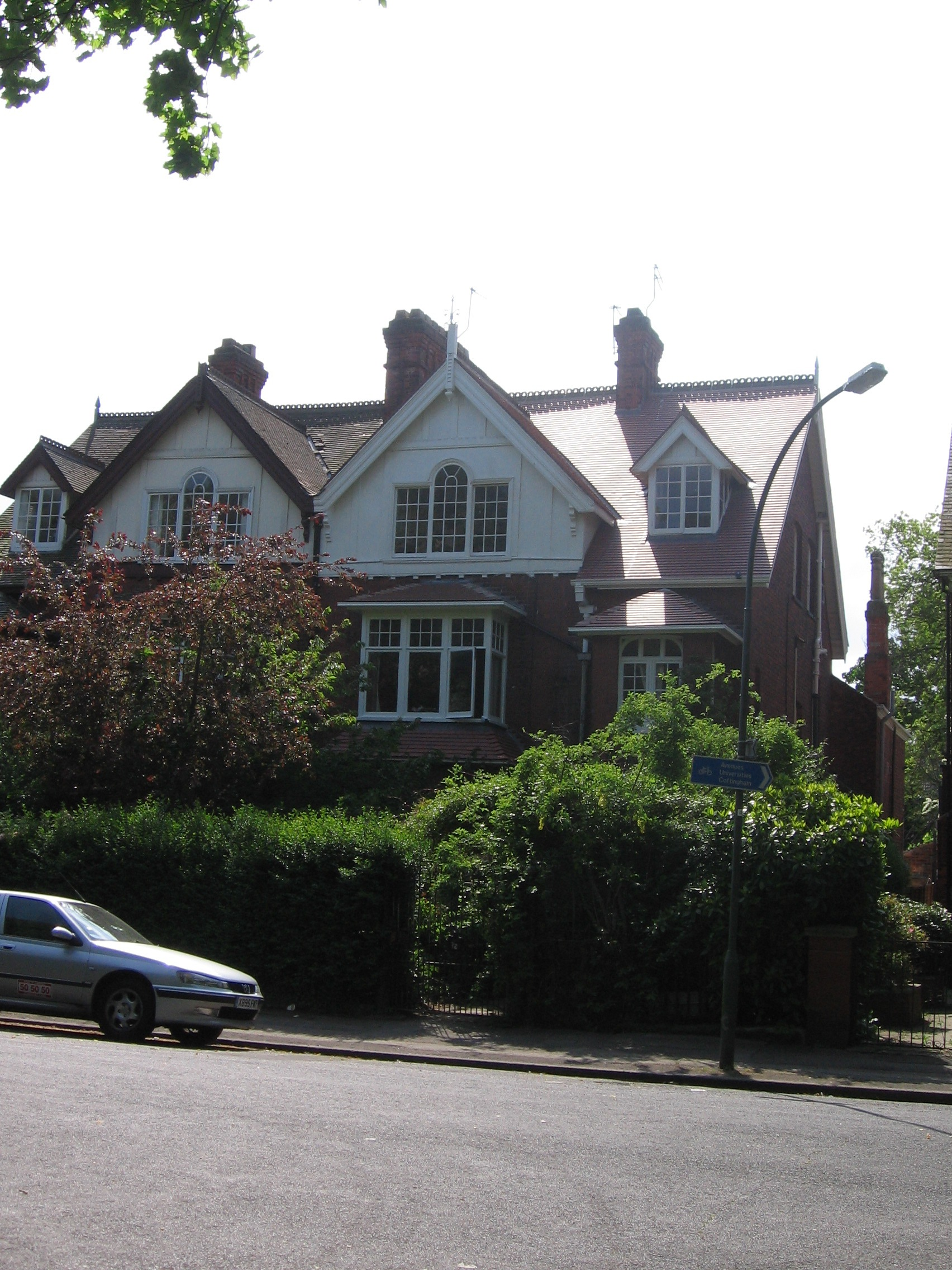
Larkins före detta lägenhet på andra våningen med utsikt över Pearson Park i Hull.

I juni 1950 anställdes Larkin som underbibliotekarie vid Queen's University Belfast, en anställning han påbörjade i september samma år. Han tillbringade fem år i Belfast. 
1955 blev Larkin universitetsbibliotekarie vid University of Hull, en tjänst han hade fram till sin död. Under sitt första år hyrde han in sig i tillfälliga möblerade rum. 1956, vid 34 års ålder, hyrde han en lägenhet på 32 Pearson Park. Under efterkrigstidens första år undergick Hull University en markant expansion. Under de första 15 åren av sin tid där, var Larkin involverad i att skapa ett nytt bibliotek som från 1967 hette Brynmor Jones Library.  

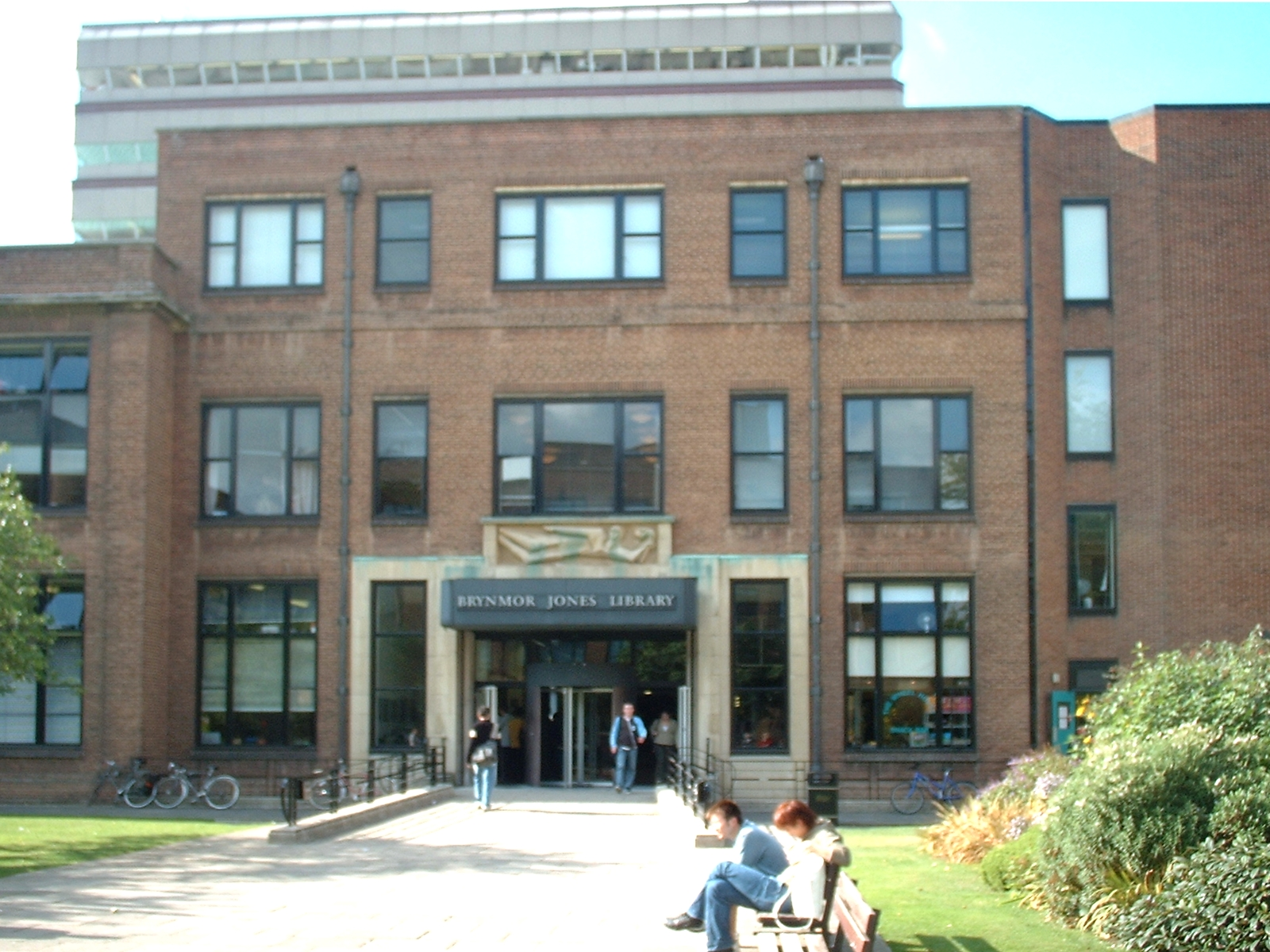
Entrén till Brynmor Jones Library, Hull University. (2003)

1964, i kölvattnet av utgivningen av The Whitsun Weddings, var Larkin huvudperson i ett avsnitt av konstprogrammet Monitor, producerad av Patrick Garland. 
På 1960-talet var Larkin jazzkorrespondent för The Daily Telegraph. Hans artiklar om detta gavs ut i artikelsamlingen All what jazz, 1970.
I oktober 1970 påbörjade han arbetet med att sammanställa en ny antologi, The Oxford Book of Twentieth Century English Verse. Den mest representerade poeten i antologin med tjugosju dikter är Thomas Hardy, jämfört med nio av T.S. Eliot; de andra poeterna som är välrepresenterade i antologin är William Butler Yeats, W.H. Auden och Rudyard Kipling, dessutom inkluderade Larkin sex av sina egna dikter - samma antal som för Rupert Brooke.   

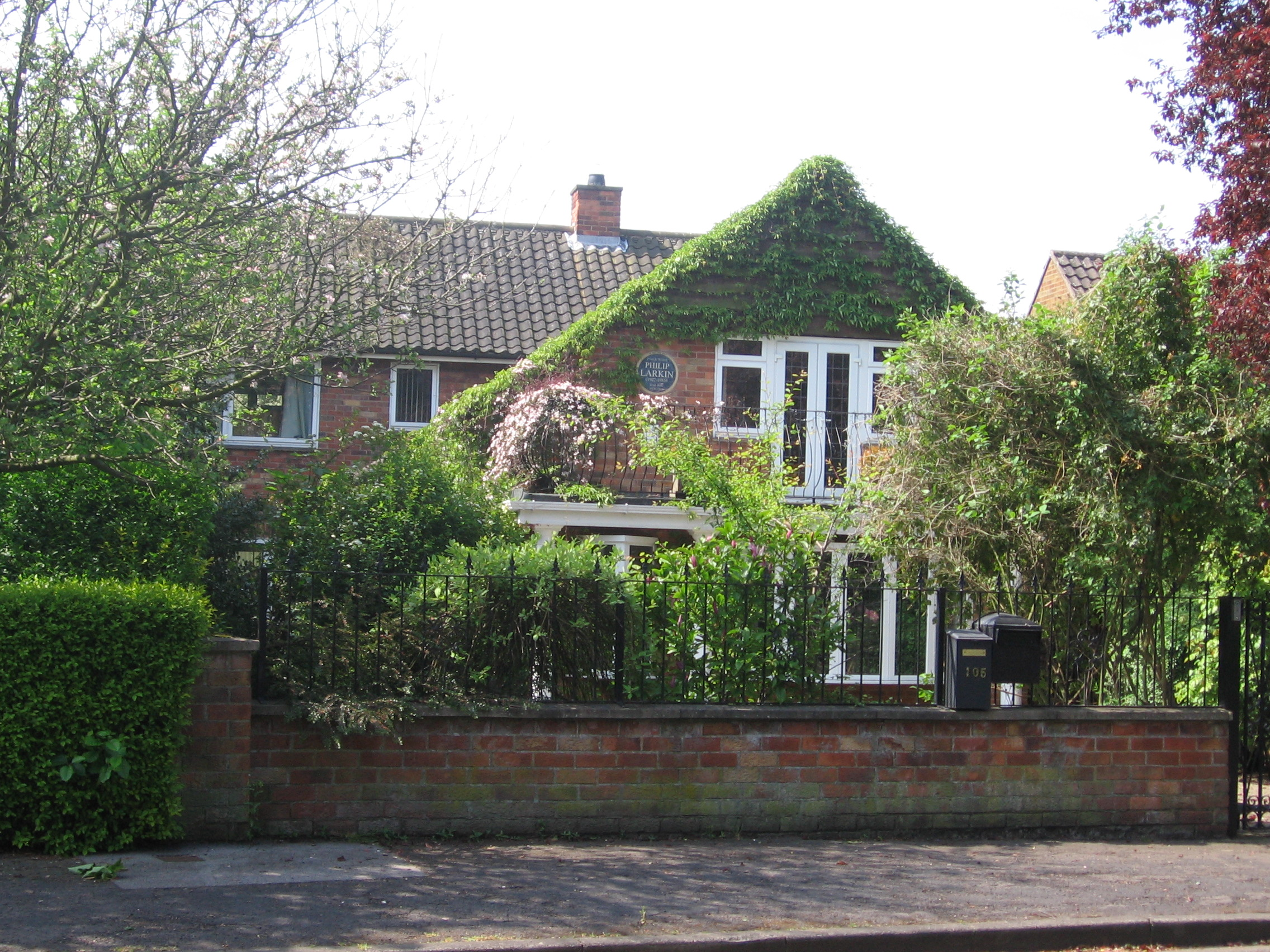
Larkins hus vid 105 Newland Park, Hull.

1984 avböjde Larkin ett erbjudande om att bli poeta Laureatus. Följande år drabbades Larkin av matstrupscancer. 11 juni 1985 genomgick han en operation, men cancern hade spridit sig och gick inte att ta bort. 28 november kollapsade han och dog fyra dagar senare, 2 december 1985, vid 63 års ålder. 
På sin dödsbädd gav Larkin uttryck för att hans dagböcker skulle förstöras. Denna önskan utfördes av Monica Jones och Betty Mackereth. Vad gäller hans andra privata papper och opublicerade skrifter bestämdes det att de ej skulle förstöras.

## Larkins verk
När Larkin var i tonåren började han skriva lyrik, inspirerade av Eliot och W.H. Auden samt prosa. Han skrev fem romaner vilka han förstörde efter att de var färdigskrivna. Då han studerade vid Oxfords universitet publicerades en av hans dikter för första gången: Ultimatum i The Listener. Vid den här tiden skrev han sin prosa under pseudonymen Brunette Coleman. Under det namnet skrev han två romaner, Trouble at Willow Gables och Michaelmas Term at St Brides, men också en självbiografi och ett kreativt manifest kallat What we are writing for. Efter dessa verk skrev Larkin sin första utgivna roman Jill som gavs ut av Reginald Caton. 
Då Jill förbereddes för utgivning frågade Caton Larkin om han inte även skrev lyrik. Detta ledde till utgivningen av The North Ship som gavs ut tre månader innan Jill, det är en diktsamling skriven mellan 1942 och 1944, som var starkt påverkad av William Butler Yeats. Direkt efter att ha färdigställt Jill utgiven 1946, påbörjade Larkin arbetet med romanen A Girl in Winter (Sommar blir vinter, 1947), som blev klar 1945 och gavs ut 1947 av Faber and Faber och som blev väl mottagen. De två romanerna behandlar individens ensamhet i en likgiltig och fientlig omvärld. 
Under sina fem år i Belfast skrev han de flesta dikterna i sin nästkommande utgåva av diktsamling The Less Deceived, men åtta av de tjugonio dikterna skrevs under det sena 1940-talet. Denna period gjorde Larkin sina slutliga försök att skriva prosa och han hjälpte Kingsley Amis med Lucky Jim, vilken var Amis första utgivna roman. 
I november 1955 gavs The Less Deceived ut av The Marvell Press, ett oberoende bokförlag i Hessle nära Hull. Bokens rykte spred sig och försäljningen nådde sin kulmen under 1956-1957 och blev Larkins genombrott. 
1963 återutgav Faber and Faber Jill, med ett tillägg av en lång introduktion av Larkin som innehåller mycket information om hans tid vid Oxfords universitet och hans vänskap med Kingsley Amis. Denna var även inledningen vid utgåvan av The Whitsun Weddings följande år. Under åren som följde skrev Larkin ett antal av sina mest kända dikter, som till exempel Annus Mirabilis, High Windows och This Be The Verse. 
Larkins sista samling High Windows gavs ut 1974. Den innehåller flera av hans mest omtyckta dikter, bland annat This Be The Verse och The Explosion, liksom High Windows. Annus Mirabilis (Year of Wonder).

### Lyrik
- The North Ship 1945
- The less deceived 1955
- The Whitsun weddings 1964
- High windows 1974

### Romaner
- Jill 1946
- A girl in winter 1947

### Utgivet på svenska
- Sommar blir vinter (A girl in winter) (översättning Britta Gröndahl, Hökerberg, 1947)
- Döden är ett moln: dikter, en essä och en intervju (urval, översättning och inledning av Olle Thörnvall, Ellerström, 1993)